# Jarhead – Willkommen im Dreck
Jarhead – Willkommen im Dreck ist ein Kriegsdrama des britischen Regisseurs Sam Mendes aus dem Jahr 2005. Es basiert auf dem gleichnamigen Buch von Anthony Swofford und wurde von Universal Pictures produziert. Offizieller Kinostart war am 5. Januar 2006 in Deutschland (etwa 600.000 Zuschauer), Österreich und der Schweiz. 
Der Film zog die drei Fortsetzungen Jarhead 2 – Zurück in die Hölle (2014), Jarhead 3 – Die Belagerung (2016) und Jarhead: Law of Return (2019) nach sich, die jedoch keine inhaltliche Verbindung zum ersten Film haben.

## Handlung
Die Vereinigten Staaten im Jahre 1990: Der irakische Präsident Saddam Hussein löst mit dem Einmarsch seiner Truppen in Kuwait den Zweiten Golfkrieg aus. US-Präsident George Bush sen. kündigt umgehend den Beginn einer defensiven Militäraktion an, um den Irak am Eindringen nach Saudi-Arabien zu hindern. Zu den Teilnehmern der Operationen Desert Shield („Wüstenschild“) und Desert Storm („Wüstensturm“) zählt auch Anthony Swofford, dessen Vater während des Vietnamkriegs als Offizier in der United States Air Force gedient hatte.
„Swoff“, wie ihn seine Freunde rufen, wird 1989 in einem Bootcamp des United States Marine Corps unter der Führung von Staff Sergeant Sykes zum Scout Sniper (Kundschafter-Scharfschütze) ausgebildet. Während der Ausbildung ereignet sich ein tödlicher Unfall, als ein Rekrut die Nerven verliert und in das zu Übungszwecken verwendete echte Maschinengewehrfeuer gerät. Den Abschluss dieses Filmteils bildet eine Kino-Vorführung von Francis Ford Coppolas Vietnamkrieg-Film Apocalypse Now, bei der die Soldaten frenetisch die berühmte Szene bejubeln, in der die Helikopter der Luftkavallerie ein vietnamesisches Dorf zu den Klängen von Wagners Walkürenritt angreifen.
1991 wird Swoffs Einheit, die aus Aufklärern und Scharfschützen besteht und von Staff Sergeant Sykes angeführt wird, wegen des Zweiten Golfkrieges nach Saudi-Arabien verlegt. Swoff und seine Kameraden erkennen sehr schnell, dass es in der Wüste kaum Schutz vor der unerträglichen Hitze, dem Sand und den irakischen Truppen gibt, die sich am Horizont nur erahnen lassen. Es folgt eine monatelange Zeit des Wartens, während die Probleme des Soldatenlebens im Einsatz beschrieben werden: Streit mit Kameraden, Untreue von Freundinnen und Ehefrauen, peinliche Interviews mit Fernsehjournalisten, ein durch Fergus verursachter Munitionsunfall, infolgedessen Swoff unter anderem vom Corporal zum Private First Class degradiert und zum strafweisen Latrinenputzen verdonnert wird. Swoff und seine Kameraden, darunter seine Freunde Troy und Cortez, versuchen diese schwere Zeit mit Schwarzem Humor zu meistern.
Als der Bodenkrieg (Operation Desert Storm) schlussendlich beginnt, haben alle erkannt, dass sie sich in einem Land befinden, das sie nicht kennen, gegen einen Gegner kämpfen, den sie nicht sehen, und aus einem Grund, den die Soldaten nicht verstehen.

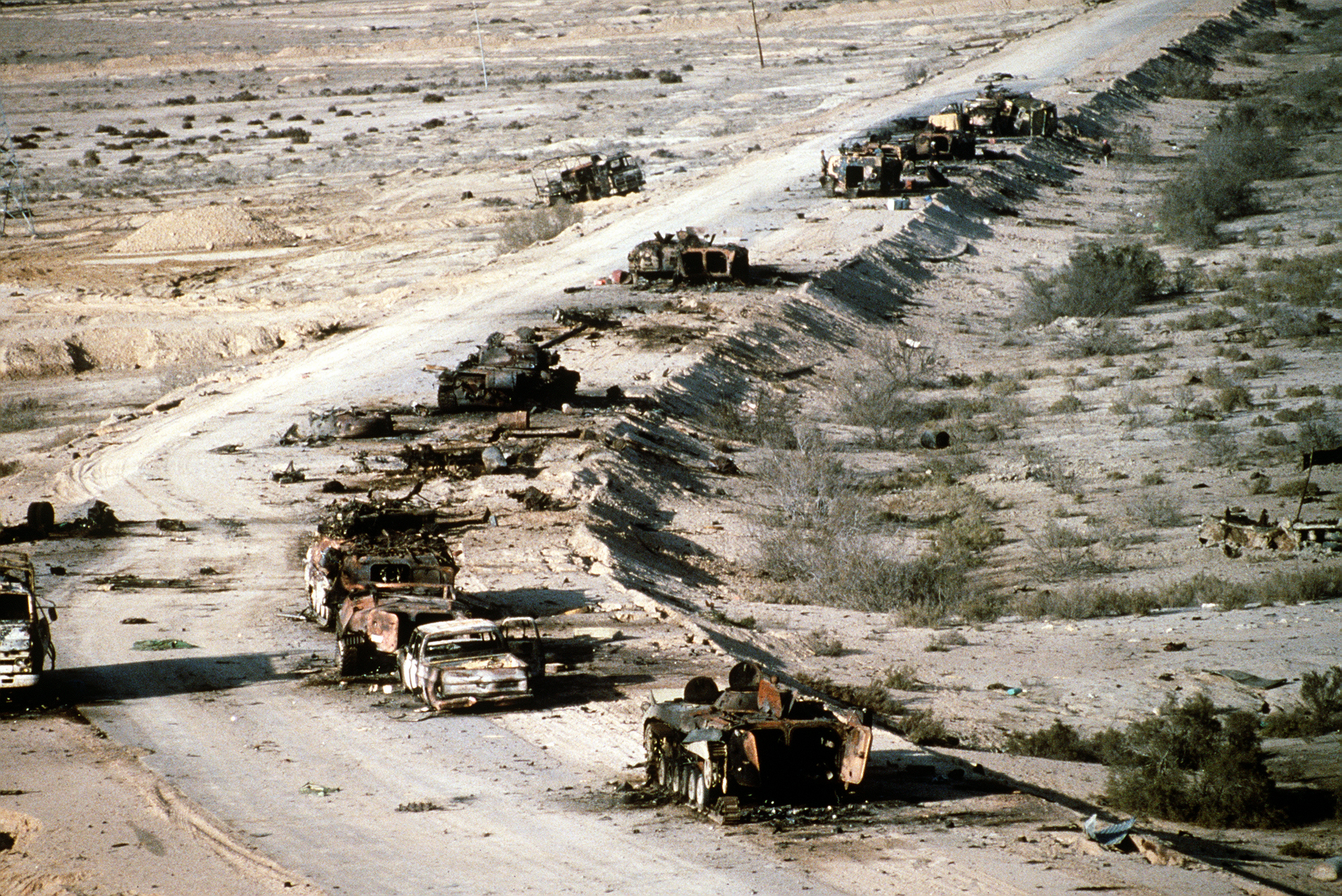
Reales Vorbild für den Film: Highway of Death zwischen Kuwait und Basra, 1991

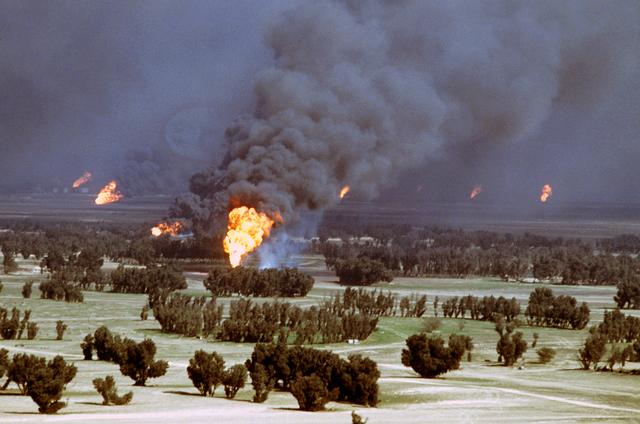
Reales Vorbild für den Film: Brennende Ölquellen in Kuwait, 1991

Der direkte Kampf gegen die Iraker, auf den vor allem Swoffs Kamerad Fowler begierig ist, bleibt aus, da der Angriff fast ausschließlich durch Lufteinsätze geführt wird. Beim Vorrücken seines Platoons gerät Swoffs Einheit unter Beschuss eines amerikanischen A-10-Kampfflugzeugs (Friendly Fire), bei dem ihre Fahrzeuge zerstört werden. Wenig später stoßen sie auf die grausige Szene des Highway of Death, eine von ausgebombten Autowracks und verkohlten Leichen übersäte Straße. Die psychische Belastung für die Soldaten steigert sich zusätzlich, als sie in die apokalyptisch anmutende Gegend der von irakischen Soldaten angezündeten Ölquellen gelangen, die den Tag zur Nacht machen.
Als Swofford und Troy schließlich doch noch den Befehl erhalten, bei einer Scharfschützenoperation zwei irakische Offiziere in einem alten Flughafentower zu töten, steigert sich ihre Stimmung. Doch kaum haben sie über Funk die Schussfreigabe bekommen, erscheint Major Lincoln in ihrer Stellung und dirigiert einen Bombenangriff auf den Tower. Frustriert kehren sie darauf zu ihrer Einheit zurück, wo sie vom Ende ihres Aufenthaltes im Irak erfahren. Dabei stellt Swofford fest, dass er während des ganzen Krieges nicht einen Schuss abgefeuert hat, was er nun kollektiv mit seinen Kameraden nachholt, indem diese mit ihren Waffen in die Luft schießen.
Zuhause werden sie mit einer feierlichen Parade als Helden empfangen. Swofford erfährt, dass seine Freundin Kristina einen neuen Mann hat. Einige Jahre später trifft er seinen Kameraden Fergus wieder und muss vom Tod Troys erfahren.
Nach dem Einsatz plagen Swofford immer wieder Gedanken an den Einsatz in der Wüste. Der Film endet mit seinem Blick aus dem heimischen Fenster in die Wüste, in der er sich mit seinen Kameraden sieht.

## Entstehungsgeschichte
Anthony Swofford, heute Journalist und Buchautor, war zum Zeitpunkt des Zweiten Golfkriegs Anfang zwanzig und nahm als Scharfschütze (Scout Sniper) der US Marines an den Kämpfen im Irak teil. Der Inhaber eines Master of Fine Arts im kreativen Schreiben von der Universität von Iowa erlebte am eigenen Leib die Gräuel des Krieges. Die Erinnerungen an diese Zeit verarbeitete Swofford in seinem autobiographischen Bericht Jarhead, der erstmals 2003 in den Vereinigten Staaten erschien. Der Titel Jarheads für Schraubgläser geht auf die oftmals an den Seiten kahlrasierten Köpfe der Mitglieder des United States Marine Corps zurück. Die Bezeichnung soll auch darauf zurückgehen, dass ihre Köpfe „hohl gemacht“ und dann mit jedem beliebigen Inhalt gefüllt werden können wie Einmachgläser (engl. Jar).
Der Produzent Douglas Wick (Gladiator) erwarb die Rechte und der Oscar-nominierte Drehbuchautor William Broyles junior (Apollo 13), der im Vietnamkrieg Kampfpilot war, adaptierte den Stoff für die Leinwand. Die Regie übernahm der britische Theaterregisseur Sam Mendes, der für seinen ersten Spielfilm American Beauty im Jahr 2000 den Oscar als bester Regisseur des Jahres erhalten hatte.
Gedreht wurde Jarhead ab dem 6. Dezember 2004 in den Vereinigten Staaten und Mexiko. Gefilmt wurde unter anderem im Imperial Valley in Südkalifornien, das ähnliche klimatische Bedingungen wie der Irak aufweist. Zu diesem Zweck nutzen US Marines für Trainingszwecke (wie auch später die Filmcrew für ihre Dreharbeiten) die Kleinstadt Brawley, die sich unweit des Imperial Valley befindet. Laut Mendes entstand der Film jedoch (im Unterschied zu vielen anderen zeitgenössischen Kriegsfilmen) ohne logistische Unterstützung der US-Streitkräfte, da die inhaltlichen Änderungen des Drehbuchs, die notwendig gewesen wären, um eine Genehmigung des Pentagon zu erlangen, zu schwerwiegend gewesen wären. Die Produktionskosten des Films werden auf eine Höhe von 70 Mio. US-Dollar geschätzt.

## Rezeption
Jarhead startete am 4. November 2005 offiziell in den US-amerikanischen Kinos. Der Film spielte am Eröffnungswochenende einen Umsatz von 27,7 Mio. US-Dollar ein und erklomm auf Anhieb Platz 2 der US-Kinocharts. Offizieller Kinostart in Deutschland, Österreich und der Schweiz war der 5. Januar 2006. In Deutschland wurde Jarhead von der Filmbewertungsstelle Wiesbaden (FBW) als „wertvoll“ bezeichnet. Zu seiner Begründung schreibt die FBW: „Stanley Kubricks Full Metal Jacket lässt grüßen: Der erste Golfkrieg (1990) aus der Sicht eines einfachen Marines. Keine Werbung für den Krieg, wohl aber für das Talent von Regisseur Sam Mendes.“
Kritiker hoben vor allem die schauspielerische Leistung von Jake Gyllenhaal heraus und betitelten sie als eine „minimalistische, jedoch fesselnde Performance“ (Dallas Morning News). Sam Mendes wurde für seine elegante Inszenierung gelobt, negative Stimmen bemängelten jedoch jegliches Fehlen eines gesellschaftlichen Standpunktes im Film. Kritiker zählten Jarhead zum erweiterten Favoritenkreis der 78. Oscar-Verleihung, die am 5. März 2006 stattfand, der Film wurde jedoch nicht nominiert und fand auch bei wichtigen Filmpreisen, wie etwa dem Golden Globe Award oder dem British Academy Film Award, keine Berücksichtigung.
Im deutschen Fernsehen war der Film erstmals am 16. August 2008 im Abendprogramm von RTL zu sehen.

### Kritiken
„Politisch uninteressiert, bleibt die Handlung in vordergründiger, zwischen Grobschlächtigkeit und Ästhetisierung schwankender Beschreibung der Situation stecken.“

“It is not often that a movie catches exactly what it was like to be this person in this place at this time, but ‚Jarhead‘ does.”

„Nicht oft fängt ein Film exakt ein, wie es war, diese Person an jenem Ort und zu jener Zeit zu sein, doch ‚Jarhead‘ tut es.“

“It is a movie that walks up to some of the most urgent and painful issues of our present circumstance, clears its throat loudly and, with occasional flourishes of impressive rhetoric, says nothing.”

„Es ist ein Film, der einige der dringlichsten und schmerzlichsten Probleme unserer heutigen Verhältnisse aufzeigt, sich laut räuspert und, mit gelegentlichen Schnörkeln von eindrucksvoller Rhetorik, nichts sagt.“

„Gyllenhaal hat ein ziemlich gutes Jahr mit einer Schlüsselrolle in dem unterbewerteten ‚Der Beweis – Liebe zwischen Genie und Wahnsinn‘ und einem brillanten Part neben Heath Ledger in dem herannahenden (und herzerweichenden) ‚Brokeback Mountain‘. Seine Arbeit als Swofford in ‚Jarhead‘ ist überzeugend.“

„Das Resultat ist ein Kriegsfilm, der versucht, sich von den Fakten und der Objektivität des Buches zu entfernen, sich selbst jeglicher Stimme beraubt und in ein Ende mündet, von dem man nicht weiß, was man denken soll.“

“What’s so good about the movie is Gyllenhaal’s refusal to show off; he doesn’t seem jealous of the camera’s attention when it goes to others and is content, for long stretches, to serve simply as a prism through which other young men can be observed.”

„Das Gute an dem Film ist Gyllenhaals Weigerung anzugeben; er scheint nicht eifersüchtig auf die Aufmerksamkeit der Kamera zu sein, wenn sie sich mit anderen beschäftigt, und ist über lange Strecken damit zufrieden, einfach wie ein Prisma zu wirken, durch das andere junge Männer betrachtet werden können.“

„Ungewöhnlicher Kriegsfilm über einen Trupp Marines im Golf-Krieg – gänzlich unblutig, von hoher suggestiver Kraft und am Ende wahrhaft apokalyptisch.“

### Auszeichnungen
Bei der am 17. Dezember 2005 stattfindenden Verleihung der Satellite Awards, einer Gegenveranstaltung zu den Golden Globes, wurde der Film in den vier folgenden Kategorien nominiert, darunter Jake Gyllenhaal und Peter Sarsgaard als bester Haupt- bzw. Nebendarsteller in einem Drama. Die Tricktechnikspezialisten Pablo Helman, Jeanie King, Grady Cofer und Brett Northcutt erhielten für ihre Arbeit eine Nominierung bei den Visual Effects Society Awards.
Satellite Awards 2006
- Bester Hauptdarsteller – Drama (Jake Gyllenhaal)
- Bester Nebendarsteller – Drama (Peter Sarsgaard)
- Bestes adaptiertes Drehbuch
- Bester Schnitt

Visual Effects Society Awards 2006
- nominiert in der Kategorie Supporting Visual Effects in einem Spielfilm

Die Deutsche Film- und Medienbewertung (FBW) in Wiesbaden verlieh dem Film das „Prädikat wertvoll“.

## Synchronisation
Der Film wurde von der Berliner Synchron GmbH Wenzel Lüdecke synchronisiert. Diaglogbuch und -regie stammen von Tobias Meister.
| Figur             | Schauspieler    | Synchronsprecher          |
| ----------------- | --------------- | ------------------------- |
| Swoff             | Jake Gyllenhaal | Marcel Collé              |
| Troy              | Peter Sarsgaard | Timmo Niesner             |
| Sergeant Sykes    | Jamie Foxx      | Charles Rettinghaus       |
| Brian Dettman     | Martin Papazian | Michael Iwannek           |
| Cortez            | Jacob Vargas    | Nico Mamone               |
| D.I. Fitch        | Scott MacDonald | Tilo Schmitz              |
| Dave Fowler       | Evan Jones      | Daniel Fehlow             |
| Escobar           | Laz Alonso      | Sebastian Christoph Jacob |
| Fergus            | Brian Geraghty  | Björn Schalla             |
| Harrigan          | John Krasinski  | Bernhard Völger           |
| Kristina          | Brianne Davis   | Ilona Brokowski           |
| Kruger            | Lucas Black     | Tobias Kluckert           |
| Lt. Col. Kazinski | Chris Cooper    | Jan Spitzer               |
| Maj. Lincoln      | Dennis Haysbert | Oliver Stritzel           |
| Reporterin        | Donna Kimball   | Claudia Urbschat-Mingues  |
| Vietnam-Veteran   | V.J. Foster     | Gerald Paradies           |

## Fortsetzungen
Ende September 2014 wurde eine Fortsetzung mit dem Titel Jarhead 2 – Zurück in die Hölle im deutschsprachigen Raum veröffentlicht. Es handelt sich dabei um eine Direct-to-Video-Produktion. In den Vereinigten Staaten erschien der Film im August 2014. Die Regie übernahm Don Michael Paul. Die Handlung des Films spielt während des Krieges in Afghanistan, an dem die USA zwischen 2001 und 2014 teilnahmen.
Im Februar 2016 wurde eine weitere Fortsetzung mit dem Titel Jarhead 3 – Die Belagerung im deutschsprachigen Raum veröffentlicht. Es handelt sich dabei wieder um eine Direct-to-Video-Produktion. Die Regie übernahm William Kaufman. Dieser Film spielt in einem nicht näher genannten islamisch geprägten Land im Nahen Osten.
Jarhead: Law of Return wurde 2019 veröffentlicht und ist ebenfalls nicht für eine Kinoauswertung produziert worden. Don Michael Paul übernahm nach Teil zwei hier erneut die Regie.